# Rhyacophila hydaspica
Rhyacophila hydaspica är en nattsländeart som beskrevs av Schmid 1959. Rhyacophila hydaspica ingår i släktet Rhyacophila och familjen rovnattsländor. Inga underarter finns listade i Catalogue of Life.